# Missione sui iuris del Tagikistan
La missione sui iuris del Tagikistan (in latino Missio sui iuris Tadzikistaniana) è una sede della Chiesa cattolica in Tagikistan. Nel 2022 contava 130 battezzati su 9 538 000 abitanti. È retta dal superiore Pedro Ramiro López, I.V.E.

## Territorio
La missione sui iuris comprende l'intero territorio del Tagikistan.
Sede della missione è la città capitale Dušanbe, dove si trova la parrocchia di San Giuseppe, fondata nel 1974.
Nel 2024, la missione comprendeva altre due parrocchie: quella di San Rocco a Boxtar e quella di Santa Teresa del Bambin Gesù a Buston (già Čkalovsk).

## Storia
La missione sui iuris è stata eretta il 29 settembre 1997, ricavandone il territorio dall'amministrazione apostolica di Karaganda dei Latini (oggi diocesi di Karaganda).
La missione è affidata ai religiosi argentini dell'Istituto del Verbo Incarnato, con a capo un superiore ecclesiastico non investito della carica episcopale.

## Cronotassi dei superiori
Si omettono i periodi di sede vacante non superiori ai 2 anni o non storicamente accertati.
- Carlos Antonio Ávila, I.V.E.[5] (29 settembre 1997 - 19 settembre 2013 dimesso)
- Pedro Ramiro López, I.V.E., dal 19 settembre 2013

## Statistiche
La missione sui iuris nel 2022 su una popolazione di 9 538 000 persone contava 130 battezzati.
| anno | popolazione | popolazione | popolazione | presbiteri | presbiteri | presbiteri | presbiteri                | diaconi | religiosi | religiosi | parrocchie |
| anno | battezzati  | totale      | %           | numero     | secolari   | regolari   | battezzati per presbitero | diaconi | uomini    | donne     | parrocchie |
| ---- | ----------- | ----------- | ----------- | ---------- | ---------- | ---------- | ------------------------- | ------- | --------- | --------- | ---------- |
| 1997 | 180         | 6 155 000   | 0,0         | 3          |            | 3          | 60                        |         | 3         | 4         | 2          |
| 1999 | 245         | 6 155 000   | 0,0         | 4          | 1          | 3          | 61                        |         | 3         | 4         | 2          |
| 2005 | 294         | 6 520 000   | 0,0         | 5          |            | 5          | 59                        |         | 5         | 4         | 3          |
| 2007 | 300         | 7 163 506   | 0,0         | 5          |            | 5          | 60                        |         | 5         | 8         | 3          |
| 2010 | 326         | 7 163 506   | 0,0         | 4          |            | 4          | 81                        |         | 4         | 8         | 3          |
| 2014 | 150         | 7 802 000   | 0,0         | 4          |            | 4          | 37                        |         | 10        | 6         | 3          |
| 2017 | 150         | 8 335 900   | 0,0         | 4          |            | 4          | 37                        |         | 6         | 7         | 2          |
| 2020 | 150         | 8 610 000   | 0,0         | 4          |            | 4          | 37                        |         | 5         | 8         | 2          |
| 2022 | 130         | 9 538 000   | 0,0         | 4          |            | 4          | 32                        |         | 4         | 14        | 2          |